# Dobroněga Kyjevská
Marie Dobroněga Kyjevská (1010/1016 – 1087) byla polská kněžna pocházející z rodu Rurikovců, manželka Kazimíra Obnovitele.
Dobroněga byla dcerou Vladimíra Kyjevského Velikého, panovníka Kyjevské Rusi. Podle všeho její matkou nebyla Anna Porfyrogenneta, ale jiná manželka Vladimíra Kyjevského, která zemřela po roce 1018 roku. Historici Aleksander Brückner a Stanisław Kętrzyński přišli dokonce s hypotézou, že nebyla sestrou, ale dcerou Jaroslava Moudrého.
Dobroněga Kyjevská byla také matkou Svatavy Polské, české královny, třetí manželky prvního českého krále Vratislava a vlastní babičkou jejich pěti dětí (Olomouckého knížete Boleslava, Judity Grojčské a českých knížat Bořivoje II., Soběslava a Vladislava, jehož syn Vladislav II. se stal druhým českým králem).
Ke svatbě s Kazimírem Obnovitelem došlo kolem roku 1041 a během manželství se narodilo pět dětí:
- Boleslav II. Smělý, polský kníže a král
- Vladislav I. Heřman, polský kníže
- Svatava Polská, česká kněžna a královna
- Měšek,
- Ota (1047/1048 – 1048): někdy býval mylně zaměňován s Otou Sličným, moravským knížetem.